# Lorena Cabnal
Lorena Cabnal (Guatemala, 1973) é cofundadora do movimento feminista comunitário-territorial na Guatemala e da Red de Sanadoras Ancestrales del Feminismo Comunitário.

## Biografia
Lorena cresceu na periferia da capital da Guatemala, durante a guerra civil guatemalteca. Sua família teve que fugir do território maya q´eqchí, em Alta Verapaz, depois de ser expulsa por latifundiários, assim como outras milhares de pessoas indígenas que foram deslocadas forçadamente durante o governo militar de Efráin Rios Montt.
Cresceu num contexto de violência que ela considerava como parte da vida quotidiana. Após conversar com uma amiga sobre os abusos sexuais cometidos por seu pai contra ela, Lorena tornou-se consciente sobre essa violência e aos 15 anos fugiu de casa.
A ativista queria estudar medicina, porém sua situação econômica não o permitia. Não obstante, sua mãe, que atuava como curandeira herbalista e também como cozinheira em casas particulares, tinha contatos que permitiram sua filha entrar no curso de medicina transfusional. Ali, Lorena conheceu mulheres importantes para sua trajetória: a médica Gladys Murga, que foi sua mentora no âmbito médico e a filósofa María Rosa Padilla, de quem ouviu as primeiras interpretações acadêmicas com uma perspectiva social e antropológica sobre os povos indígenas.
Aos 25 anos decidiu se afastar da sua comunidade e chegou a Santa María Xalapán, onde começou a trabalhar contra a violência sexual e onde conheceu Victoria Serrano, quem se tornou e foi sua avó espiritual até seu falecimento. 

## Ativismo
Lorena é uma ativista feminista e sanadora, filha da cosmologia maya xinca. Com companheiras na montanha de Santa María Xalapán, deu início ao ativismo pela defesa do território, lutando contra os transgênicos, os tratados de livre comércio, as expropriações realizadas por latifundiários e contra a mineração, e foram as realidades machistas quotidianas, como por exemplo que o governo de sua comunidade estava conformado por 357 homens e nenhuma mulher, e que só existiam guias espirituais homens, o que a impulsionou a questionar a vida dentro de sua comunidade e, junto com um grupo de mulheres que compartilhavam as mesmas preocupações, as levaram a fundar o feminismo comunitário territorial. 

### Feminismo comunitário territorial
Lorena não se identifica como feminista decolonial, mas sim como feminista comunitária territorial, pois considera que os corpos-territórios sofrem opressões e violências tanto no presente como nas memórias ancestrais, e promove a cura como forma de poder seguir lutando pela defesa dos territórios-corpo-terra.
Para Lorena, o corpo é um elemento primordial, pois considera que sobre ele se construiu a colonização, a invasão, a pilhagem, o genocídio, e a exproprição tanto dos territórios como dos saberes ancestrais, o racismo e, portanto, se encontra constantemente sob ameaça, tornando-se um território em disputa. Para ela, é necessário lutar contra essas violências ao mesmo tempo que se luta para defender a terra. Na última década, o feminismo comunitário estendeu-se por países como Bolívia e Guatemala, a partir de onde Lorena e suas companheiras lançaram a proposta da Recuperação e Defesa do Território Corpo-Terra, que trata de visibilizar a necessidade de tecer as lutas contra os projetos extrativistas e pela erradicação da violência exercida pelos homens contra os corpos das mulheres nas mesmas comunidades em resistência.
Para a feminista guatemalteca a cura é um caminho cósmico-político. Cósmico pela memória ancestral e pelo vínculo com a natureza, e político porque é preciso curar-se para estar bem, mas também para seguir lutando.

## Obras
- Acercamiento a la construcción del pensamiento epistémico de las mujeres indígenas feministas comunitarias de Abya Yala (2010)
- De las opresiones a las emancipaciones: Mujeres indígenas en defensa del territorio cuerpo-tierra (2016)
- Feminismo comunitario desde las mujeres maya-xinca de Guatemala  (2019)